# 關山千里光
關山千里光（学名：Senecio kuanshanensis）为菊科黃菀屬下的一个种。